# Sclerochilus lineatus
Sclerochilus lineatus is een mosselkreeftjessoort uit de familie van de Bythocytheridae. De wetenschappelijke naam van de soort is voor het eerst geldig gepubliceerd in 1919 door Chapman.